# Isle aux Morts
Isle aux Morts est une municipalité canadienne située sur l'île de Terre-Neuve dans la province de Terre-Neuve-et-Labrador.

## Evènements
En 1828, des dizaines de passagers d'un navire qui sombrait non loin, furent sauvés par une jeune fille de 17 ans et son fidèle terre-neuve à bord d'une petite embarcation de pêche.